# Erwin Oßwald

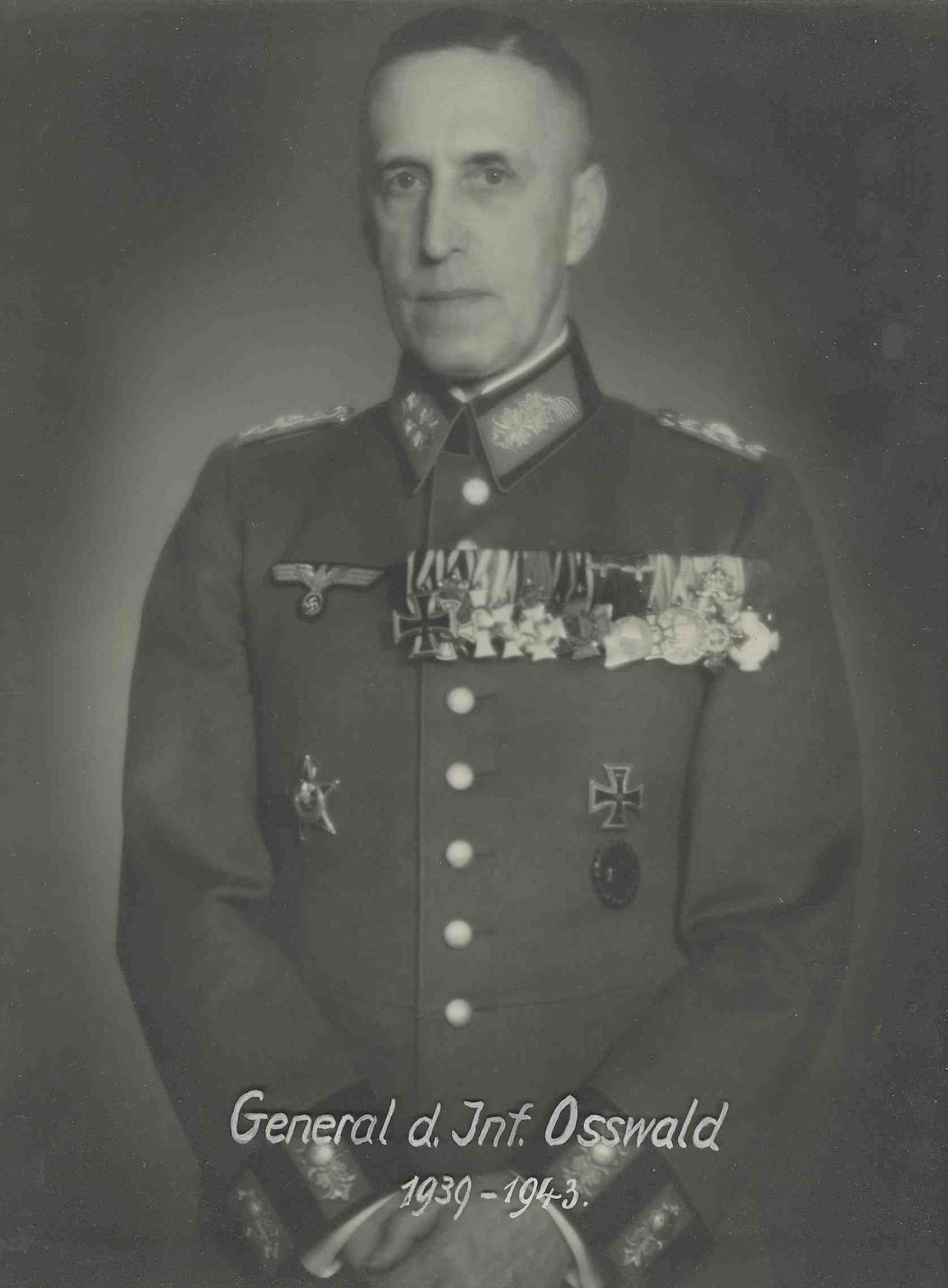
Erwin Oßwald, 1939

Erwin Oßwald, auch Erwin Osswald (* 25. Juni 1882 in Tübingen; † 12. April 1947 in Stuttgart) war ein deutscher Offizier, zuletzt General der Infanterie der Wehrmacht.

## Leben
Erwin Oßwald war ein Sohn des späteren Generalleutnant Hermann von Oßwald (1852–1914) und seiner Frau Elisa.
Oßwald wuchs in Tübingen, Stuttgart und Magdeburg auf. 1897 ging er vom Gymnasium erst an das Kadettenkorps nach Potsdam und später an die Hauptkadettenanstalt in Berlin-Lichterfelde.
Am 30. Dezember 1902 trat Oßwald als Fähnrich in die Armee ein. Am 14. November 1903 wurde er mit Patent zum 22. Juni 1902 Leutnant beim Infanterie-Regiment 126 in Straßburg. Von hier ging er von 1909 bis 1910 als Schüler und später als Hilfslehrer an die Militär-Turnanstalt nach Berlin. Ab 1. Oktober 1910 war Oßwald an die Kriegsakademie, ebenfalls in Berlin, kommandiert. Hier wurde er 1911 zum Oberleutnant befördert. Er absolvierte die Ausbildung zum Generalstabsoffizier und blieb ab 1914 in Berlin, diesmal in der französischen Sektion der Nachrichtenabteilung des Generalstabs des Feldheeres. Im November 1915 wurde er als Hauptmann, Beförderung am 8. Oktober 1914, wurde er als Nachrichtenoffizier nach Sofia entsandt. In Bulgarien war er erst Mitarbeiter des Militärattachés und später Verbindungsoffizier bei der Ersten Bulgarischen Armee. Ende Februar 1916 erfolgte auf Bitten der bulgarischen Regierung die Abberufung Oßwalds. Von April bis Oktober 1916 wurde er an der Westfront eingesetzt. Anschließend ging er als Verbindungsoffizier nach Rumänien, wurde aber mit der Niederlage Rumäniens wieder abberufen, sodass er ab 1. Januar 1917 zur neu aufgestellten 26. Landwehr-Division wechselte. Im Mai 1917 ging er dann zur 221. Infanterie-Division und diente als Erster Generalstabsoffizier wieder an der Westfront in Flandern und Picardie. Am 13. September 1918 folgte zur Übernahme der gleichen Position seine Versetzung zum VIII. Reserve-Korps.
Oßwald wurde in die Reichswehr übernommen. Anfänglich bei der 37. Infanterie-Division (Allenstein) war er vom 1. Oktober 1919 bis 30. September 1922 als Referent bei der französischen Sektion der Heeresstatistischen Abteilung (T3) im Reichswehrministerium. Anschließend ging er als Kompaniechef nach Marburg und wurde hier 1923 Major. In dieser Funktion war er Kursleiter für die getarnte Fortbildung von Offizieren. Im Oktober 1924 wurde er als Ausbilder für zukünftige Generalstabsoffiziere zur 1. Division (Königsberg) kommandiert. Drei Jahre später wurde er in das III. Bataillon des 13. Infanterie-Regiments (Ulm) versetzt. Er wurde am 1. Januar 1928 hier Bataillonskommandeur und in dieser Position am 1. Februar 1929 Oberstleutnant. Es folgte vom 1. Februar 1930 bis 28. Februar 1933 erneut sein Einsatz im Reichswehrministerium, wo er die Allgemeine Abteilung des Wehramtes leitete und am 1. Oktober 1931 Oberst wurde.

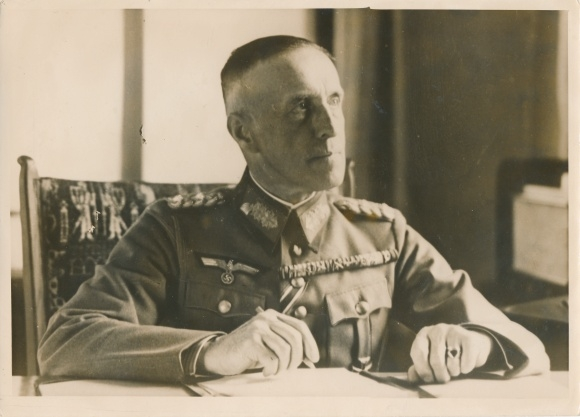
Erwin Oßwald anlässlich seines 40-jährigen Dienstjubiläums, 19. März 1942

Vom 1. März 1933 bis 1. April 1934 war er als Oberst, am 1. Mai 1934 zum Generalmajor befördert, letzter Infanterieführer V, was dem Befehlshaber im Wehrkreis V (Stuttgart) und gleichzeitig das Kommando über die 5. Division bedeutete. Anschließend wurde er erster Kommandeur der 9. Infanterie-Division (Gießen). Am 1. Oktober 1934 gab er das Kommando ab, war dann aber, am 1. April 1936 zum Generalleutnant befördert, erneut vom 7. März 1936 bis 4. November 1938 Kommandeur der Division. Vorher war er ab Oktober 1934 bis zur erneuten Übernahme des Kommandos über die 9. Infanterie-Division Wehrersatzinspektor Kassel. Anfang Dezember 1938 kam er z.b.V. zum Generalkommando des V. Armeekorps (Stuttgart). Mit Beginn des Zweiten Weltkriegs wurde Oßwald stellvertretender Kommandeur und Befehlshaber im Wehrkreis V (Stuttgart). In dieser Position erfolgte am 1. Oktober 1940 seine Beförderung zum General der Infanterie. Zum 31. August 1943 wurde Oßwald verabschiedet.